# Robert Briffault
Robert Stephen Briffault (geboren 1876; gestorben am 11. Dezember 1948) war ein britischer Chirurg, der als Anthropologe und vielseitiger Autor (Romane u. a.) bekannt wurde.

## Leben
Briffault praktizierte eine Zeit als Arzt in Neuseeland, nahm am Ersten Weltkrieg teil und verließ dann seine medizinische Praxis, um sich anthropologischen und sozialphilosophischen Studien zu widmen. Von Anfang an politisch radikal wurde Briffault Kommunist, wenn auch nicht immer parteikonform. Bis zum Zweiten Weltkrieg hielt er sich in Frankreich auf. Seine bekanntesten Werke sind: The Mothers. A study of the origins of sentiments and institutions (Die Mütter. Eine Studie über die Ursprünge von Gefühlen und Institutionen) (3 Bände, zuerst 1927), worin er unter anderem das Matriarchat behandelt und Edvard Westermarcks The History of Human Marriage ergänzte, aber nicht überholte. In The Decline and Fall of the British Empire (Aufstieg und Fall des Britischen Empire) (1938) wandte er sich in einer scharfen Kritik dem britischen Imperialismus und den sozialen Bedingungen des Landes zu. Briffault schrieb auch Romane, die oft stark von seiner politischen Überzeugung beeinflusst waren. Eine Einreise in die Vereinigten Staaten wurde ihm aus politischen Gründen verwehrt.

## Publikationen (Auswahl)
- The Mothers. A Study of the Origins of Sentiments and Institutions (3 Bände, London 1927)[4]
- The Decline and Fall of the British Empire (1938)
  - dt. Übers. Der Herren der Welt : Verfall und Untergang des Britischen Reiches. Verlag: Berlin : Volk und Reich Verlag, 1941 (gekürzte Fassung mit einem Vorwort von Alan Sinclair Sedgwick; deutsch von Ulrich Steckelberg)
- The Troubadours (1965)